# SEAT Mii
O SEAT Mii é um citadino da montadora espanhola SEAT produzido de 2011 a 2021. Faz parte da linha New Small Family do Grupo Volkswagen e foi comercializado pela SEAT na classe de segmento A como sucessor do SEAT Arosa, cuja produção foi descontinuada em 2004. 
Estava disponível como um hatchback de 3 ou 5 portas.
O Mii é praticamente idêntico ao Škoda Citigo e ao Volkswagen Up!. Todos os três modelos foram produzidos numa linha de produção na fábrica da Volkswagen em Bratislava, na Eslováquia.
O Mii foi lançado no mercado interno espanhol simultaneamente com o Up e o Citigo em outubro de 2011. Ele começou a ser vendido em outros países europeus a partir do segundo trimestre de 2012.
Uma versão elétrica, o SEAT Mii Electric, com uma bateria de íons de lítio de 36,8 kWh e autonomia de 205 km, foi produzida em massa de 2019 a 2020. Em 2020, a SEAT decidiu descontinuar os modelos elétricos, seguido pela descontinuação de toda a linha Mii em 2021.
| Designação | Cilindrada, válvulas / capacidade | Potência a rpm max.           | Torque máx. a rpm      | Transmissão, caixa de câmbio     | Velocidade máxima | 0–100 km/h |
| ---------- | --------------------------------- | ----------------------------- | ---------------------- | -------------------------------- | ----------------- | ---------- |
| 1.0 MPI    | 999 cm3, 12V                      | 44 kW (60 PS) a 5000-6000 rpm | 95 N⋅m a 3000–4300 rpm | Manual automatizada de 5 marchas | 161 km/h          | 14,4 s     |
| 1.0 MPI    | 999 cm3, 12V                      | 55 kW (75 PS) a 6200 rpm      | 95 N⋅m a 3000–4300 rpm | Manual automatizada de 5 marchas | 172 km/h          | 13,2 s     |
| 1.0 CNG    | 999 cm3, 12V                      | 50 kW (68 PS) a 6200 rpm      | 90 N⋅m a 3000 rpm      | Manual de 5 marchas              | 164 km/h          | 16,3 s     |
| Electric   | 36,8 kWh                          | 60 kW (82 PS)                 | 210 N⋅m                | 1 marcha                         | 130 km/h          | 15,8 s     |

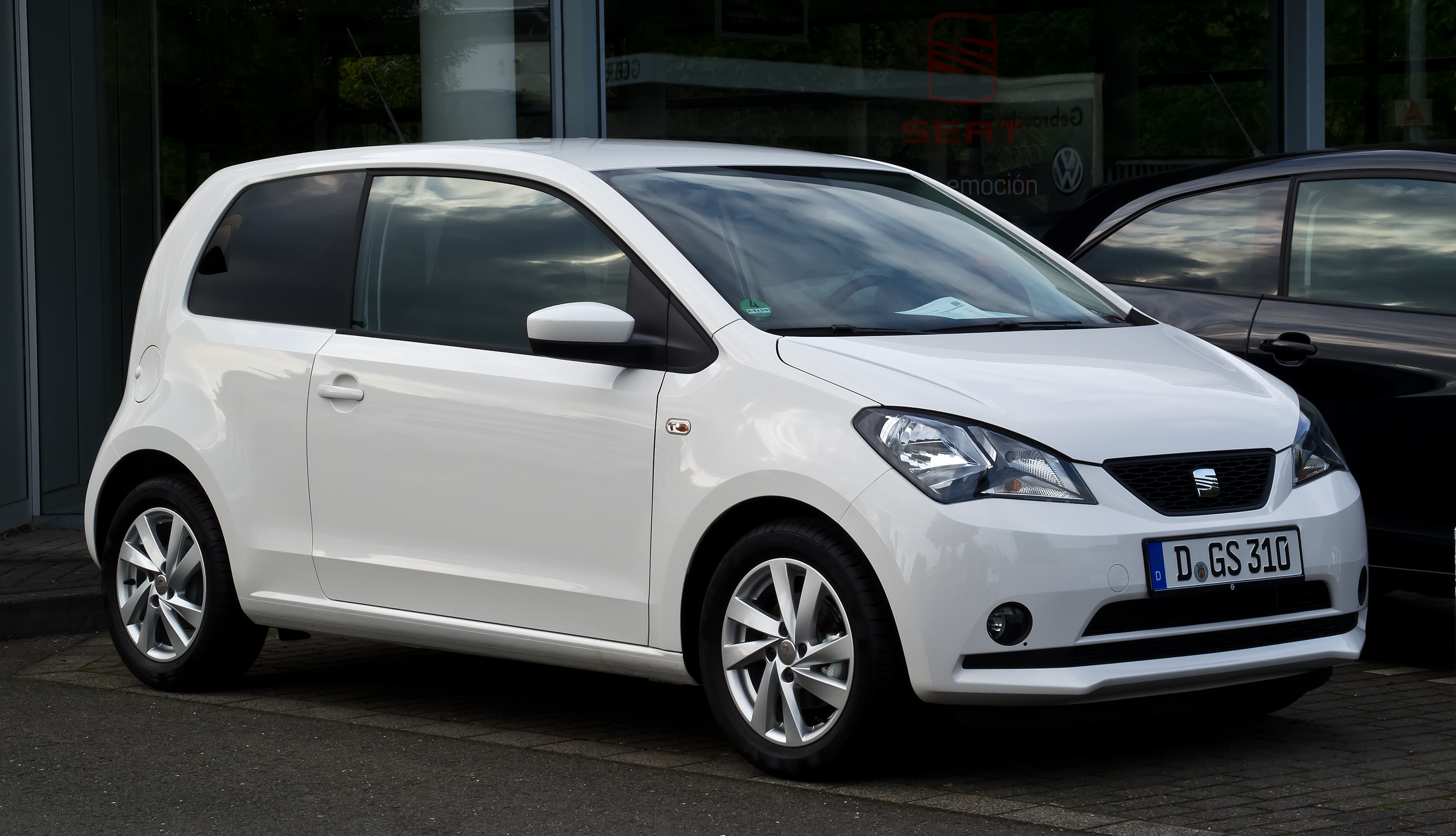
SEAT Mii (3 portas)
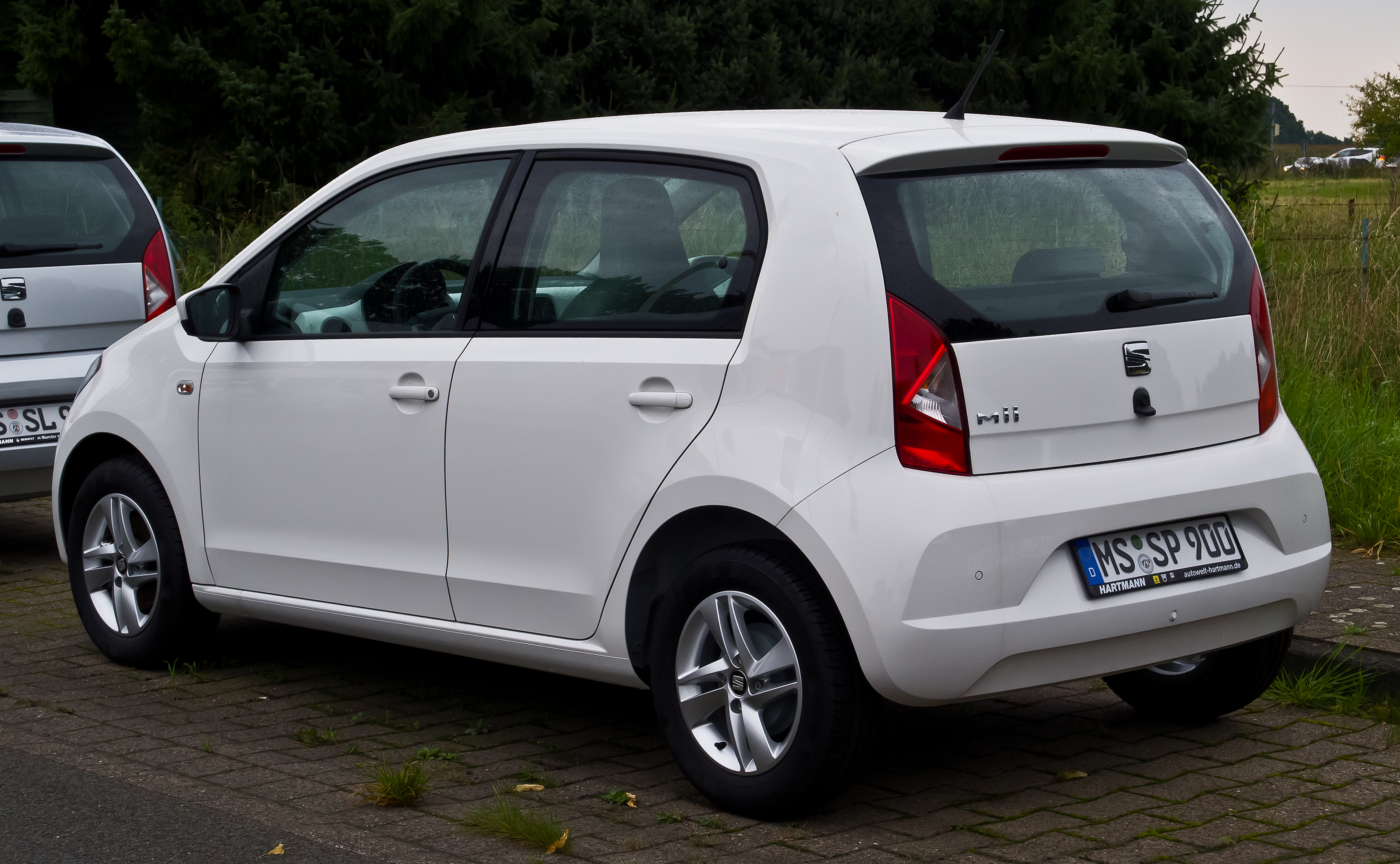
SEAT Mii (5 portas)
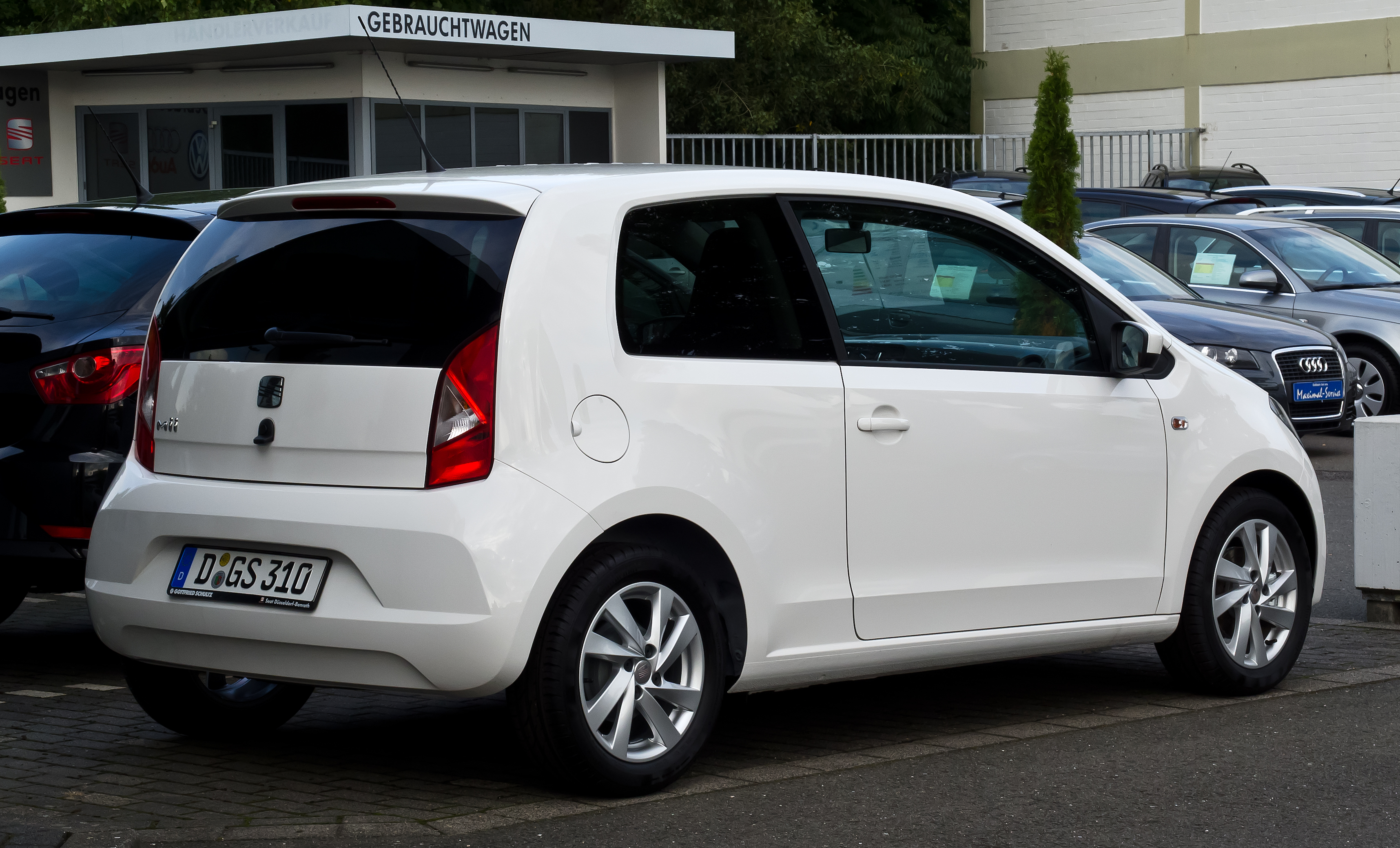
SEAT Mii (3 portas)

## Vendas
| Ano  | SEAT Mii Vendas |
| ---- | --------------- |
| 2011 | 372             |
| 2012 | 18.827          |
| 2013 | 28.608          |
| 2014 | 24.865          |
| 2015 | 24.298          |
| 2016 | 19.882          |
| 2017 | 15.412          |
| 2018 | 13.031          |
| 2019 | 12.641          |
| 2020 | 7.790           |
| 2021 | 9.428           |
| 2022 | 51              |